# Геленд Пееп
Геленд Пееп ест. Helend Peep; при народженні Ернст-Гельмут Пееп (ест. Ernst-Helmut Peep); 29 липня 1910, Ваікла — 20 жовтня 2007, Тарту) — естонський актор, відомий завдяки виставі «Kerjuse laul» у мюзиклі «Ainult unistus». Заслужений артист Естонської РСР (1957), Народний артист Естонської РСР (1970).

## Життєпис
Актор Хеленд Пееп народився 29 липня 1910 року у містечку Ваікла, що тоді належало до Естляндської губернії, Російської імперії.
Хеленд з ранніх років дуже захоплювався співом. У 1938 році він став солістом хору в театрі «Ванемуйне» в Тарту. Хлопець був дуже артистичним, зовнішність у нього була неабияка, в театрі на нього звернули увагу і дали можливість випробувати себе як актор. Проби виявилися успішними, і з 1939 року Пееп почав грати в спектаклях театру «Ванемуйне».
Через рік театрал-початківець переїжджає до театру естонського міста Курессааре. Тут він затримується на 3 роки та 1942 року знову змінює театр. Тепер Пееп грає у Таллінні, у так званому робочому театрі. У 1944 році знову зміна — Пееп переходить до Таллінського молодіжного театру, але згодом повертається в Тарту. Виявилося, що театр "Ванемуйне. З цим театром буде пов'язане усе подальше життя актора, аж до 2001 року. Причому, Пееп знову виступає тут і як актор, і як соліст опери.
У кіно актор з'являється в уже досить зрілому віці. Перший фільм з Хелендом Пеепом виходить у 1961 році. Це була картина «Хлопці одного села». У фільмі розповідається про простих рибалок, яких в шторм відносить далеко в море до берегів Фінляндії. Тут їм належить обирати — залишитися у вільній країні та жити розкошуючи або повернутися на Батьківщину.
Крім цього, ролі Хеленд Пееп зіграв в таких фільмах, як «Льодохід», «Вони не пройдуть», «Озирнись у шляху», «Листи з острова диваків», «Маленький реквієм для губної гармошки», «Ворожіння на ромашці», «Сім днів Туйзу Тааві», «Дикі лебеді», «День перший, день останній». У 1957 році Пеепу присвоєно звання заслуженого артиста Естонської РСР, у 1970 році — звання народного артиста Естонської РСР.
Геленд Пееп помер 20 жовтня 2007 року, у віці 97 років та похований на цвинтарі Рааді в Тарту.

## Родина
Син Хіллар-Вахур Пееп (нар. 1935) був режисером естонського телебачення та документальних фільмів, падчерка Халлікі Уйбу (нар. 1943) — історик культури, онука Марі-Леен Піп (нар. 1977) — артистка театру.